# Victory Birdseye

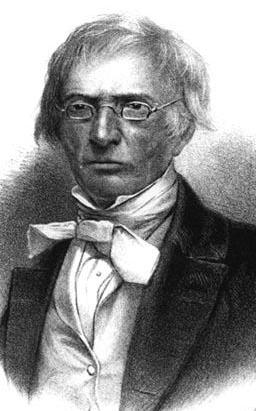
Victory Birdseye

Victory Birdseye (* 25. Dezember 1782 in Cornwall, Connecticut; † 16. September 1853 in Pompey, New York) war ein US-amerikanischer Jurist und Politiker. Er vertrat zwischen 1815 und 1817 sowie zwischen 1841 und 1843 den Bundesstaat New York im US-Repräsentantenhaus.

## Werdegang
Victory Birdseye wurde während des Unabhängigkeitskrieges im Litchfield County geboren. Er besuchte öffentliche Schulen und graduierte 1804 am Williams College in Williamstown (Massachusetts). Dann studierte er Jura. Seine Zulassung als Anwalt erhielt er 1807 und begann dann in Pompey Hill im Onondaga County zu praktizieren.
Politisch gehörte er zu jener Zeit der Republikanischen Partei an. Bei den Kongresswahlen des Jahres 1814 für den 14. Kongress wurde Birdseye im 19. Wahlbezirk von New York in das US-Repräsentantenhaus in Washington, D.C. gewählt, wo er am 4. März 1815 die Nachfolge von James Geddes antrat. Da er auf eine erneute Kandidatur im Jahr 1816 verzichtete, schied er nach dem 3. März 1817 aus dem Kongress aus.
Zwischen 1817 und 1838 hielt er den Posten als Postmeister in Pompey Hill. Daneben war er zwischen 1818 und 1833 Bezirksstaatsanwalt im Onondaga County sowie zwischen 1818 und 1822 Master an der Chancery von Onondaga County. Als Delegierter nahm er 1821 an der verfassunggebenden Versammlung von New York teil. Er saß 1823 sowie zwischen 1838 und 1840 in der New York State Assembly. Darüber hinaus war er 1827 Mitglied im Senat von New York.
Im Jahr 1838 kandidierte er erfolglos für den 26. Kongress. Seine politische Zugehörigkeit wechselte in dieser Zeit zu der Whig Party. Bei den Kongresswahlen des Jahres 1840 für den 27. Kongress wurde Birdseye im 23. Wahlbezirk von New York in das US-Repräsentantenhaus gewählt, wo er am 4. März 1841 die Nachfolge von Nehemiah H. Earll und Edward Rogers antrat, welche zuvor zusammen den Distrikt im US-Repräsentantenhaus vertreten hatten. Da er auf eine erneute Kandidatur im Jahr 1842 verzichtete, schied er nach dem 3. März 1843 aus dem Kongress aus.
Nach seiner Kongresszeit ging er wieder seiner Tätigkeit als Anwalt nach. Er verstarb am 16. September 1853 in Pompey und wurde dann auf dem Pompey Hill Cemetery beigesetzt. Sein Urenkel Clarence Birdseye entwickelte den Prozess für Tiefkühlkost (freezing food) und war der Gründer von Birds Eye Frozen Foods.